# Provincia de Nuevo Úlster
Nuevo Úlster (en inglés: New Ulster) era una provincia de la Colonia de Nueva Zelanda que existió entre 1841 y 1853. Fue nombrada en honor a la provincia irlandesa de Úlster.

## Provincia original
Entre 1841 y 1846, la provincia incluía toda la isla Norte al norte del río Patea. Con la aprobación del Acta de Constitución de Nueva Zelanda de 1846, la provincia llegó a incluir toda la isla Norte. Al igual que la otra provincia de Nueva Zelanda en ese momento, Nuevo Munster, la provincia de Nuevo Úlster estaba dirigida por un lugarteniente-gobernador quién informaba al gobernador de Nueva Zelanda.

## Abolición
En 1852, se aprobó una nueva Acta de Constitución, y la provincia se dividió en las provincias de Auckland, Wellington y Nueva Plymouth.

## Lugarteniente-gobernadores
- George Dean Pitt (14 de febrero de 1848-8 de enero de 1851)
- Robert Henry Wynyard (26 de abril de 1851-7 de marzo de 1853)